# Kara Eaker
Kara Eaker (Jiangxi, China, 7 de noviembre de 2002) es una deportista estadounidense que compitió en gimnasia artística.
Ganó dos medallas de oro en el Campeonato Mundial de Gimnasia Artística, en los años 2018 y 2019, ambas en el concurso por equipos.
Se retiró en 2023, con solo 20 años, aduciendo maltratos verbales por parte de su equipo de la Universidad de Utah.

## Palmarés internacional
| Campeonato Mundial | Campeonato Mundial   | Campeonato Mundial | Campeonato Mundial   |
| Año                | Lugar                | Medalla            | Prueba               |
| ------------------ | -------------------- | ------------------ | -------------------- |
| 2018               | Doha (Catar)         | Medalla de oro     | Concurso por equipos |
| 2019               | Stuttgart (Alemania) | Medalla de oro     | Concurso por equipos |